# كالوم موراي
كالوم موراي (بالإنجليزية: Calum Murray)‏ (مواليد 7 يوليو 1967) حكم كرة قدم اسكتلندي . بدأ مسيرته التحكيمية في اسكتلندا في سنة 1991 . قرر الاتحاد الدولي لكرة القدم اعتماده حكما دوليا في سنة 2005 . أدار أكثر من 30 مباراة دولية .

## روابط خارجية
- كالوم موراي على موقع Soccerway.com (الإنجليزية)